# Nesillas aldabrana
Nesillas aldabrana е изчезнал вид птица от семейство Acrocephalidae.

## Разпространение
Видът е разпространен в Сейшелите.